# Podismopsis ussuriensis
Podismopsis ussuriensis är en insektsart som beskrevs av Ikonnikov 1911. Podismopsis ussuriensis ingår i släktet Podismopsis och familjen gräshoppor.

## Underarter
Arten delas in i följande underarter:
- P. u. ussuriensis
- P. u. micra